# Gwerzbach

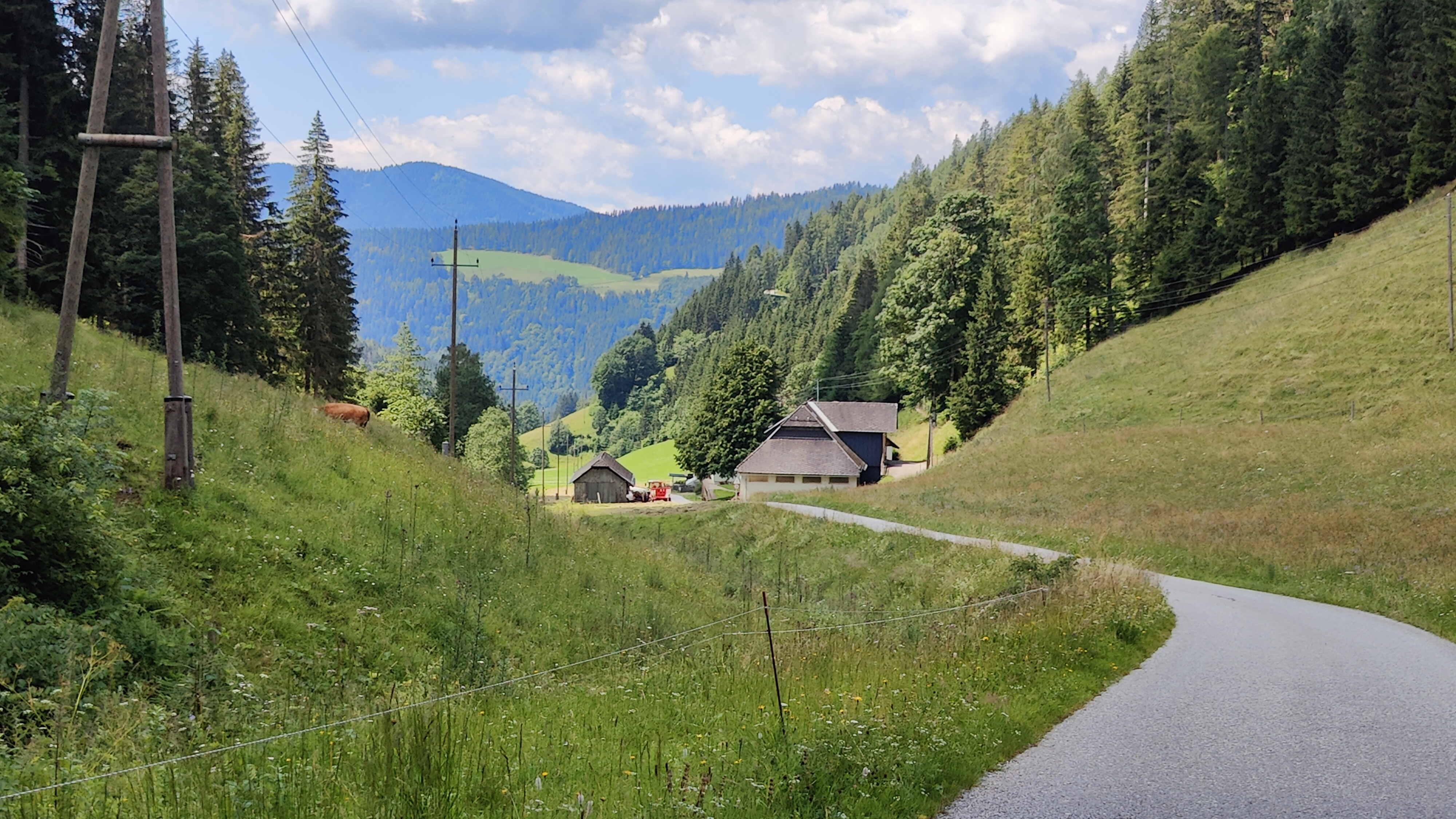
Im Graben des Gwerzbachs, beim Hof Bacher

Der Gwerzbach ist ein linker Nebenfluss des Rossbachs, eines Nebenflusses der Metnitz in den Metnitzer Bergen im Gemeindegebiet von Friesach in Kärnten.
Bei der zur Ortschaft Gwerz gehörenden Streusiedlung Dörfl, im Talschluss westlich unter den höchsten Erhebungen der Grebenzen, fließen in der Nähe des Hofes vulgo Winkelbauer ein paar kleine Bäche zusammen. Als Quellbach des Gwerzbachs gilt der nördlichste dieser Bäche, der südlich unterhalb des Kärntner Riegels entspringt. Der Gwerzbach fließt in südwestliche Richtung durch die Streusiedlung Gwerz, nimmt von rechts den Tamingbach auf, und mündet beim Dorf Ingolsthal in den Rossbach. Obwohl der Gwerzbach das größere Einzugsgebiet als der Rossbach bis Ingolsthal hat, wird der aus dem Zusammenfluss von Rossbach und Gwerzbach entstehende Bach Rossbach (alternativ Ingolsthaler Bach) genannt, wohl weil das Tal abwärts von Ingolsthal in etwa die Richtung des Rossbach-Oberlaufs beibehält.